# Tenoch
Tenoch (of Tenuch) (1299, Cuauhmixtitlan - 1363, aldaar) was de vermoedelijke leider van de Azteken gedurende de 14e eeuw, tijdens de Azteekse reizen van Aztlán naar Cuauhmixtitlan, het huidige Tenochtitlan. Tenoch was een, volgens de overleveringen, gewaardeerd leider die aan de macht kwam na verkozen te zijn door een raad van ouderen. Traditioneel gaat men ervan uit dat Tenoch vijfentwintig jaar na de oprichting van Tenochtitlan is gestorven. Historici zijn het er tot dusver nog niet over eens of Tenoch een mythologisch figuur is, of werkelijk heeft bestaan.
Zijn opvolger, Acamapichtli, hernoemde Cuauhmixtitlan in Tenochtitlán, wat "Stad van Tenoch" betekent in het Azteeks.

## Vlag en wapen van Mexico

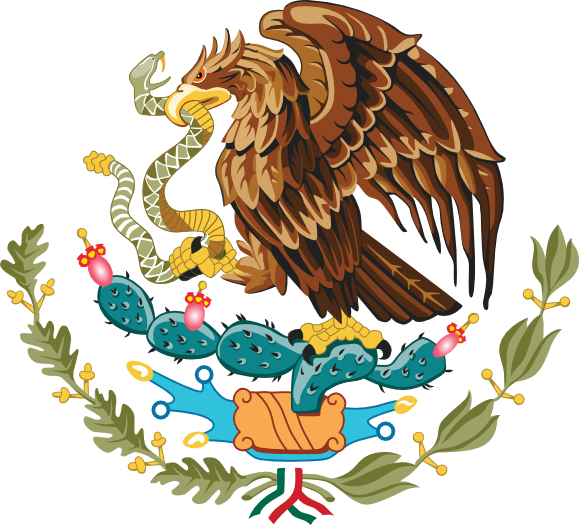
Het wapen van Mexico

De Nahuatl-tekens (De beeldsymbolen van het Azteeks) voor zijn naam komen voor in het Mexicaanse wapen en in de Mexicaanse vlag, Tetl, de rots, en Nochtli, de prikkerige vijgcactus.
Tenoch ·
Acamapichtli ·
Huitzilihuitl ·
Chimalpopoca ·
Itzcoatl ·
Motecuhzoma I ·
Axayacatl ·
Tizoc ·
Ahuitzotl ·
Motecuhzoma II ·
Cuitlahuac ·
Cuauhtémoc